# Melanagromyza ocellaris
Melanagromyza ocellaris är en tvåvingeart som beskrevs av Mitsuhiro Sasakawa 1992. Melanagromyza ocellaris ingår i släktet Melanagromyza och familjen minerarflugor. Inga underarter finns listade i Catalogue of Life.